# Heidi Pataki
Heidi Pataki (ur. 2 listopada 1940 r. w Wiedniu, zm. 25 kwietnia 2006 r.) – austriacka pisarka, poetka i publicystka.
Studiowała w Wiedniu na dwóch kierunkach, romanistyce i historii sztuki, tłumaczyła z języka serbsko-chorwackiego. Prowadziła działalność krytycznoliteracką i publicystyczną dla austriackiego radia, wyróżniała się też długoletnią współpracą z "Neues Forum" i "FilmSchrift", sprawowała prezesurę Grazer Autorenversammlung. 
Dzieła literackie to m.in. Schlagzeilen. Gedichte (1968), Kurze Pause (1993).